# Roy Axe
Royden «Roy» Axe (Scunthorpe, Lincolnshire; septiembre de 1937-Florida, 5 de octubre de 2010) fue un diseñador de automóviles británico.

## Biografía
Royden Axe nació en la villa Scunthorpe, ubicado en el condado de Lincolnshire (Inglaterra). Asistió a la escuela Scunthorpe Grammar School (ahora St Lawrence Academy).
Comenzó su carrera en 1959 con la compañía Rootes Group, donde ascendió primero a estilista jefe y luego a director de diseño. En 1966 Rootes pasó a formar parte de Chrysler Europa. A partir de ello, lideró los proyectos de diseño en casi todos los productos Chrysler/Rootes/Simca en la década de 1970. Los modelos de automóviles involucrados incluyeron el Chrysler 150 (incluidos los Simca y Talbot) y el Simca-Talbot Horizon, que ganaron el premio ao Coche Europeo del Año en 1976 y 1978, respectivamente. Tras el cierre de Chrysler Europa en 1977, Axe se mudó a Detroit para dirigir los estudios de estilo de Chrysler en los Estados Unidos.
En 1982, regresó al Reino Unido para unirse al grupo British Leyland, reemplazando como director de estilo a David Bache (quien fue despedido por desacuerdos con el jefe de la compañía, Harold Musgrove, sobre el modelo Austin Maestro en pleno desarrollo). Fue responsable de la construcción de un nuevo estudio de estilismo en su planta de Canley, Coventry; el primero abrió en 1982. También reclutó un nuevo equipo. Los primeros proyectos del nuevo estudio incluyeron Project XX (el Rover 800) y el prototipo del MG EX-E.
En 1991, Axe se convirtió en jefe de la consultora de diseño de vehículos Design Research Associates (DRA), con sede en Warwick, tras la compra por parte de la gerencia del estudio de diseño de Rover en 1986. DRA fue adquirida por Arup en 1999.

## Algunos de sus diseños

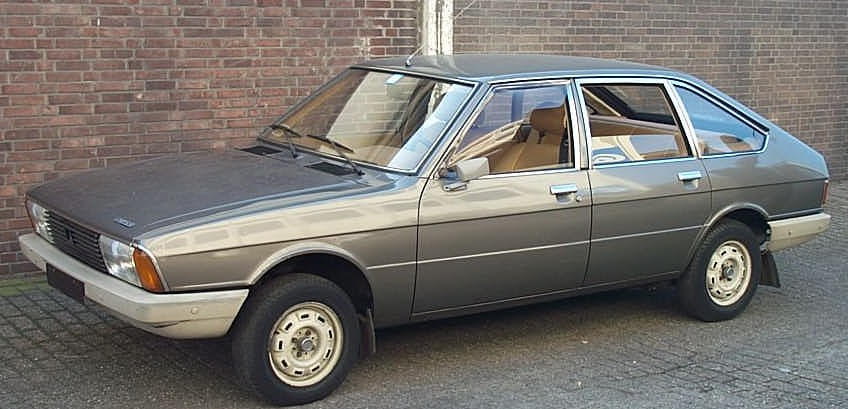
Chrysler Alpine, Coche Europeo del Año en 1976

La siguiente lista son los diseños de Roy:
- 1967 Sunbeam Alpine y Sunbeam Rapier
- 1970 Hillman Avenger /Plymouth Cricket[4]
- 1975 Chrysler-Talbot- Simca 150 (También como Chrysler Alpine)
- 1976 Hillman Hunter
- 1979 Simca-Talbot-Chrysler-Playmouth Horizon[5] y Dodge Omni[6]
- 1980 Talbot Tagora[7]
- 1985 MG EX-E[8][9]
- 1986 Rover CCV (Prototipo)[9]
- 1986 Rover 800 (desarrollado en conjunto con Honda Legend)[2][10]

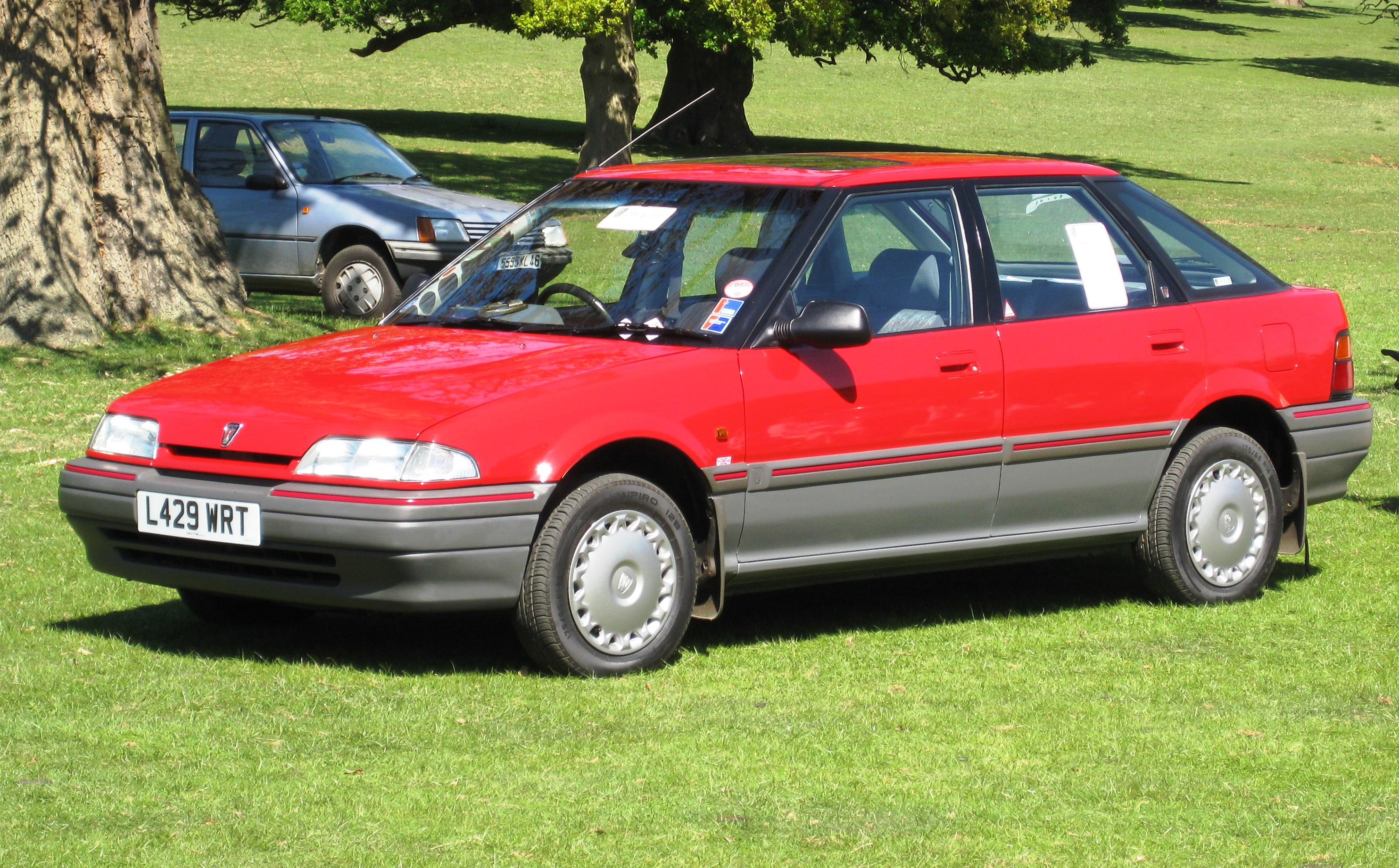
R8 Rover 214 GSi de 1993

- 1989 Rover 200 / 400 (R8, que derivaron también en el Honda Concerto y el Toyota Corolla ae92 liftback también denominado Toyota Cielo)[11][12]
- 1994 Bentley Java concepto de automóvil

Axe también participó en el diseño del Austin Montego de 1984. El diseño se había iniciado antes de unirse a British Leyland, pero pudo realizar cambios de última hora poco antes de que entrara en producción. Los cambios cosméticos, que tenían como objetivo mejorar el diseño para entonces anticuado, incluyeron un borde negro a lo largo de la línea de la cintura del automóvil. Debido a los problemas financieros de la British Leyland, el lanzamiento del Montego y el hatchback Austin Maestro, relacionado con el despido del diseñador David Bache, se retrasó varios años.

## Vida personal
Tras la venta de DRA a la multinacional Arup en el año 1999, se mudó a Florida. Falleció el 5 de octubre de 2010 después de luchar contra el cáncer durante dos años.

## Libro
- A Life in Style, Autobiography of Roy Axe, ISBN 0-9566845-0-5